# Música cuzqueña
El huayno es la expresión musical más característica no sólo del Cusco sino en general de la sierra del Perú. De claras raíces prehispánicas, es una forma musical que comprende música, poesía y baile y que en cada región de la sierra peruana tiene algunas peculiaridades. Así, los especialistas señalan que el huayno cusqueño se caracteriza por la libertad métrica y la libertad en el desarrollo melódico, rasgos que lo emparentarían con el harawi incaico. Otra de sus peculiaridades es un hondo contenido poético que va parejo a un tono un tanto melancólico, quejumbroso, lo que emparenta al huayno cusqueño con el yaraví. En suma, se trata casi de un huayno que ha sido compuesto más para ser oído que para ser bailado.

## Diferenciación basada en la terminología empleada
Una distinción importante que se debe hacer entre el huayno de las zonas rurales y el de las zonas urbanas o el huayno indígena y el mestizo en la terminología que utilizan otros autores. El primero está estrechamente vinculado con la qhaswa, otra expresión musical de origen prehispánico que se ejecuta principalmente con instrumentos rítmicos, como las tinyas o tambores. En cuanto a las letras del huayno indígena, éstas se componen en el quechua de uso popular. El huayno mestizo, por el contrario, con las características melódicas ya señaladas, tienen letras que alternan el castellano y el quechua y que, en lo que se refiere a este último idioma, utiliza el así llamado quechua erudito, es decir, la lengua cultivada por las clases medias cultas urbanas.

## Diferenciación fundada en la autoría de la composición musical
Otra diferencia sustancial entre el huayno indígena y el popular es que, mientras el primero es de autor anónimo, el segundo es creación de compositores de merecido reconocimiento. Así, ya José María Arguedas se ocupó de dos autores de renombre, como Gabriel Aragón y Andrés Alencastre, señalando que eran quienes mejor representaban "el nuevo canto popular de autor conocido".

## HuaynoValichas
Hay que mencionar también a Miguel Ángel Hurtado Delgado, compositor popular acomaíno que es el creador del célebre huayno Valicha, considerado una especie de segundo himno folclórico del Cusco. Valeriana Huillca, fue la musa, tenía 18 años cuando inspiró a Miguel Ángel Hurtado a componer dicho tema. Ella falleció muy anciana en Acopía ciega, muy pobre y en el más triste olvido.

## Los "cinco grandes de la música cusqueña"
Por otro lado, cuatro son los compositores que en el presente siglo han contribuido a que las melodías andinas se encuentren con los moldes de la música culta occidental, propiciando con ello un mutuo enriquecimiento. Ellos, llamados con justa razón los "cuatro grandes de la música cusqueña", son Roberto Ojeda Campana (1895-1983), autor de más de 300 piezas musicales de estilo andino; Juan de Dios Aguirre (1879-1963), creador de la música de varios dramas en quechua; Baltazar Zegarra Pezo (1897-1967), que compuso Punchaynikipi, un vals que es quizá el mejor ejemplo de sincretismo musical entre la melodía indígena y la composición occidental; y, por último, Francisco González Gamarra (1890-1972), autor de obras corales, suites y algunas composiciones pentafónicas. A estos nombres habría que sumar el de Armando Guevara Ochoa (1927), violinista, director y compositor que es autor de varias sinfonías, entre ellas la "Sinfonía Túpac Amaru".